# Mézère
La Mézère est une rivière française qui coule dans le Massif central, dans le département de la Lozère, dans l'ancienne région Languedoc-Roussillon, donc en nouvelle région Occitanie. C'est un affluent de la Truyère, donc un sous-affluent de la Garonne par le Lot.

## Géographie
Long de 15,5 km, son cours est dirigé vers le sud-ouest. Elle prend sa source à Saint-Denis-en-Margeride, traverse la commune des Laubies et se jette dans la Truyère à Serverette.

### Départements et communes traversées
- Lozère : Saint-Denis-en-Margeride, Fontans, Les Laubies, Serverette.

## Principaux affluents
- Ruisseau de Laldonès : 4,5 km
- Ruisseau de Salacrux : 5,3 km
- Ruisseau de Merdans : 4,8 km